# جون دوسن (مغني)
جون دوسن (بالإنجليزية: John Dawson)‏ هو عازف قيثارة ومغني أمريكي، ولد في 16 يونيو 1945 في ديترويت في الولايات المتحدة، وتوفي في 21 يوليو 2009 في سان ميغيل دي الليندي في المكسيك بسبب سرطان المعدة.

## وصلات خارجية
- جون داوسون على موقع IMDb (الإنجليزية)
- جون داوسون على موقع ميوزك برينز (الإنجليزية)
- جون داوسون على موقع أول ميوزيك (الإنجليزية)
- جون داوسون على موقع ديسكوغز (الإنجليزية)